# Olburgen
Olburgen ist ein kleines Dorf in der Gemeinde Bronckhorst, Provinz Gelderland in den Niederlanden. Es hat 260 Einwohner. Bis zur Gemeindereform vom 1. Januar 2005 gehörte Olburgen zu der Gemeinde Steenderen.